# Сноб
Сноб (на английски: snob – вероятен произход от лат. sine nobilitate „без благороден произход“) е термин, чуждица в българския език от английския, и характеризира личност с неблагороден, т.е. неаристократичен произход, който се стреми на всяка цена да постигне кариерно или друго израстване и да проникне и се интегрира във висшето общество със синя кръв. Ограничен в интересите си, без любознателност, човек, преследващ интереса и целите си безскрупулно.
Снобът обикновено внимателно имитира аристократичните маниери, изтънченост, вкус, но не ги разбира, поради което често изпада в гротескни ситуации. Снобът е човек без достойнство, почти винаги готов да понесе всяка обида, всякакво унижение на личността, само и само да постигне целите си и да реализира личния си или друг интерес. Оттук, визирайки една обществена прослойка, терминът еволюира социално в понятието снобизъм, характеризиращ формиращото се вследствие на еманципацията, и формирало се в исторически контекст след английската революция, снобско съсловие.
Антитеза в английския език на понятието „снобизъм“ е „нобизъм“, от „ноб“, с етимология от/на английски: noble – аристократ (виж и Нотабили). Снобизмът е поведенчески модел или стил на живот, който се състои в имитация на аристократични маниери, вкусове и поведение на висшето общество, характерен за хората от третото съсловие, които на всеослушание твърдели, че принадлежат към по-високи слоеве на обществото. В коректния контекст, снобът е празнословен, тесногръд и ограничен човек, страдащ от прекалено ласкателство и тщеславие, поради липса на стойност и ценностна система. 
Снобизмът набляга на формата, за сметка на съдържанието и качеството. Снобизмът е различно качество от лицемерието, въпреки че двете имат припокриващ се етичен и донякъде естетичен периметър.